# Championnats d'Europe de VTT 2023
Navigation
2022 2024
Les Championnats d'Europe de VTT 2023 ont lieu du 11 juin au 29 octobre 2023, dans différents lieux en Europe. Ils sont organisés par l'Union européenne de cyclisme (UEC).

## Lieux des championnats
Les championnats ont lieu dans les villes suivantes :
- Laissac : 11 juin (cross-country marathon)
- Krynica-Zdrój : 25 juin (cross-country) - les épreuves de cross-country élites font partie des Jeux européens
- Anadia  : 6-9 juillet (cross-country juniors et moins de 23 ans, cross-country short track, relais par équipes mixte)
- Les Menuires : 18-20 août (descente)
- Sakarya : 29 octobre (cross-country eliminator)

## Résultats

### Cross-country
| Épreuves        | Or | Argent                                                                                   | Bronze                                                                                                  |
| --------------- | --- | ---------------------------------------------------------------------------------------- | --- |
| Hommes          | |                                                                                          | |
| Élites          | Vlad Dascalu                                                                                           | Lars Forster                                                                             | Luca Braidot                                                                                            |
| Moins de 23 ans | Adrien Boichis                                                                                         | Dario Lillo                                                                              | Charlie Aldridge                                                                                        |
| Juniors         | Albert Withen Philipsen                                                                                | Freek Bouten                                                                             | Sivert Ekroll                                                                                           |
| Femmes          | |                                                                                          | |
| Élites          | Puck Pieterse                                                                                          | Mona Mitterwallner                                                                       | Sina Frei                                                                                               |
| Moins de 23 ans | Sofie Heby                                                                                             | Ronja Blöchlinger                                                                        | Noëlle Buri                                                                                             |
| Juniors         | Valentina Corvi                                                                                        | Carla Hahn                                                                               | Katrin Embacher                                                                                         |
| Mixte           | |                                                                                          | |
| Relais          | Danemark Gustav Pedersen Albert Withen Philipsen Julie Lillelund Sofie Heby Malene Degn Sebastian Fini | France Adrien Boichis Julien Hemon Noémie Garnier Line Burquier Anaïs Moulin Mathis Guay | Italie Gabriel Borre Elian Paccagnella Elisa Lanfranchi Sara Cortinovis Valentina Corvi Andreas Vittone |

### Cross-country short-track
| Épreuves | Or                | Argent         | Bronze          |
| -------- | ----------------- | -------------- | --------------- |
| Hommes   |                   |                |                 |
| Élites   | David Campos      | Adrien Boichis | Thomas Litscher |
| Juniors  | Mikkel Lose       | Nikolaj Hougs  | Edvin Elofsson  |
| Femmes   |                   |                |                 |
| Élites   | Ronja Blöchlinger | Noëlle Buri    | Kira Böhm       |
| Juniors  | Carla Hahn        | Kamilla Aasebø | Eva Herzog      |

### Cross-country eliminator
| Épreuves | Or                | Argent                | Bronze              |
| -------- | ----------------- | --------------------- | ------------------- |
| Hommes   |                   |                       |                     |
| Élites   | Ede-Karoly Molnar | Titouan Perrin-Ganier | Nils-Obed Riecker   |
| Femmes   |                   |                       |                     |
| Élites   | Gaia Tormena      | Marion Fromberger     | Annemoon van Dienst |

### Cross-country marathon
| Épreuves | Or              | Argent              | Bronze              |
| -------- | --------------- | ------------------- | ------------------- |
| Hommes   |                 |                     |                     |
| Élites   | Wout Alleman    | Fabian Rabensteiner | Simon Schneller     |
| Femmes   |                 |                     |                     |
| Élites   | Adelheid Morath | Estelle Morel       | Irina Luetzelschwab |

### Descente
| Épreuves | Or                | Argent           | Bronze             |
| -------- | ----------------- | ---------------- | ------------------ |
| Hommes   |                   |                  |                    |
| Élites   | Antoine Vidal     | Baptiste Pierron | Ethan Craik        |
| Juniors  | Nathan Pontvianne | Christian Hauser | Mylann Falquet     |
| Femmes   |                   |                  |                    |
| Élites   | Eleonora Farina   | Monika Hrastnik  | Lisa Baumann       |
| Juniors  | Laïs Bonnaure     | Emy Grandouiller | Sofia Priori Viale |